# 宮崎県総合運動公園テニスコート
宮崎県総合運動公園テニスコート（みやざきけんそうごううんどうこうえんテニスコート）は、宮崎県宮崎市木花に所在するテニスコート。宮崎県総合運動公園内に位置する。開場は1974年（昭和49年）6月で、施設は宮崎県が所有し、宮崎県スポーツ施設協会が指定管理者として、運営管理を行っている。
主にテニスやソフトテニスの試合に使われている。
コートは全24面がオムニコート（砂入り人工芝）で、うち半分に当たる12面に照明設備が設置されている。収容人数は7000人。